# Zabytki w Chojnicach
Zabytki w Chojnicach
| Adres                          | Obiekt | Wiek/Rok         |
| ------------------------------ | --- | ---------------- |
| Grunwaldzka 1                  | Kościół pw. Wniebowzięcia NMP (obecnie szkoła) wraz z przyległym terenem d. zespołu klasztornego, znajdującym się na nim starodrzewem i odcinkiem kamiennego muru granicznego konwiktu po płn. stronie kościoła | XIX/1822–1823    |
| Kościerska                     | Cmentarz rzymskokatolicki parafii pw. Ścięcia Św. Jana Chrzciciela | XIX/1825         |
| Młyńska/Grobelna 15            | Dawny magazyn- skład towarów kolonialnych wraz z częścią działki (w obrysie budynku) | XX /1910         |
| Nowe Miasto 4-6                | Gmach Gimnazjum Państwowego wraz z aulą (d. Kolegium Jezuickiego) | XVIII/1744–1756  |
|                                | Układ urbanistyczny Starego Miasta w Chojnicach | XIII             |
| Plac Kościelny 5               | Kościół pojezuicki ob. pw. Zwiastowania NMP | XVIII/1718–56    |
| Plac Kościelny 6               | Kościół parafialny pw. Ścięcia św. Jana Chrzciciela | XIV/ok.1360      |
| Plac Kościelny 6               | Stara plebania wraz z częścią działki nr 1443/2 w obrębie obrysu budynku | XIV              |
| Podmurna 13                    | Brama Człuchowska | XIV              |
| Stare Miasto                   | Dawne mury miejskie z basztami | XIV              |
| Staroszkolna 17                | Magazyn zbożowy | XX               |
| Stary Rynek 1                  | Ratusz miejski | XX/1902–1904     |
| Wysoka                         | Kaplica pw. Najświętszego Serca Pana Jezusa z budynkiem mieszkalnym oraz działkami | XIX/1895         |
| 14 Lutego 20                   | Wieża Ciśnień | XIX/1899         |
| 31 Stycznia 21-23              | Budynek szkoły podstawowej nr 1 | XIX/1861         |
| 31 Stycznia 56                 | Budynek urzędu gminy | XIX/1892         |
| Angowicka 8-10                 | Stary Browar | XIX              |
| Dworcowa 1                     | Budynek szkoły | XIX              |
| Dworzec 1                      | Budynek dworca kolejowego | XIX              |
| Dworzec 1                      | Pawilon przed wejściem do tunelu dworca | XIX-XX/ok.1900   |
| Dworzec 1                      | Wieża ciśnień | XX/1910          |
| Gdańska 27                     | Komin dawnej cegielni | XIX              |
| Grunwaldzka 6                  | Budynek użyteczności publicznej – Szkoła Muzyczna | XIX              |
| Igielska 8                     | Zakład Poprawczy | XIX/1885         |
| Młyńska 30                     | Budynek sądu | XIX/1878         |
| Piłsudskiego 30                | Młyn w zespole młyna | XIX/1891         |
| Piłsudskiego 30                | Magazyn zbożowy | XX/1920          |
| Plac Piastowski 27             | Budynek użyteczności publicznej – wodociągi | XIX/1880         |
| Plac Piastowski 28             | Budynek gazowni, była elektrownia | XIX/1880         |
| Podmurna 5                     | Baszta Kurza Stopa | XIV              |
| Podmurna 7                     | Dom na murach | XIV              |
| Podmurna 11                    | Baszta Szewska | XIV              |
| Podmurna 15                    | Baszta Wronia | XIV              |
| Staroszkolna                   | Spichlerze | XIX-XX           |
| Strzelecka 89                  | Budynek hospicjum | XIX-XX           |
| Sukienników 16                 | Baszta Więzienna | XIV              |
| Wysoka 3/Plac Niepodległości 7 | Obiekty poszpitalne, obecnie: MOPS, Wszechnica Chojnicka, Stowarzyszenia, budynki prywatne | XIX-XX/1867–1910 |
| Świętopełka 1-3                | Budynek użyteczności publicznej- II LO | XIX              |
| Warszawska 13                  | Budynek policji | XIX              |

Pominięto liczne budynki mieszkalne.